# 마셜관박쥐
마셜관박쥐(Rhinolophus marshalli)는 관박쥐과에 속하는 박쥐의 일종이다. 라오스와 말레이시아, 태국, 베트남에서 발견된다.

## 특징
몸길이가 42mm인 작은 박쥐로 전완장은 41~48mm이다. 꼬리 길이는 16~26mm, 귀 길이는 25~30mm, 몸무게는 최대 7.5g이다.